# مارغريت ويب درير
مارغريت ويب درير (بالإنجليزية: Margaret Webb Dreyer)‏ هي رسامة أمريكية، ولدت في 29 سبتمبر 1911 في سانت لويس الشرقية ‏ في الولايات المتحدة، وتوفيت في 17 ديسمبر 1976 في هيوستن في الولايات المتحدة.